# Wstrzykiwacz insuliny
Wstrzykiwacz insuliny – półautomatyczny przyrząd do wstrzykiwania insuliny. Ułatwia on wykonanie zastrzyku, a ponadto zapewnia precyzyjne jej dawkowanie i zapobiega stratom tego hormonu (występującym przy stosowaniu strzykawek konwencjonalnych). 
Wyróżnia się wstrzykiwacz igłowy i bezigłowy. 

## Wstrzykiwacz igłowy

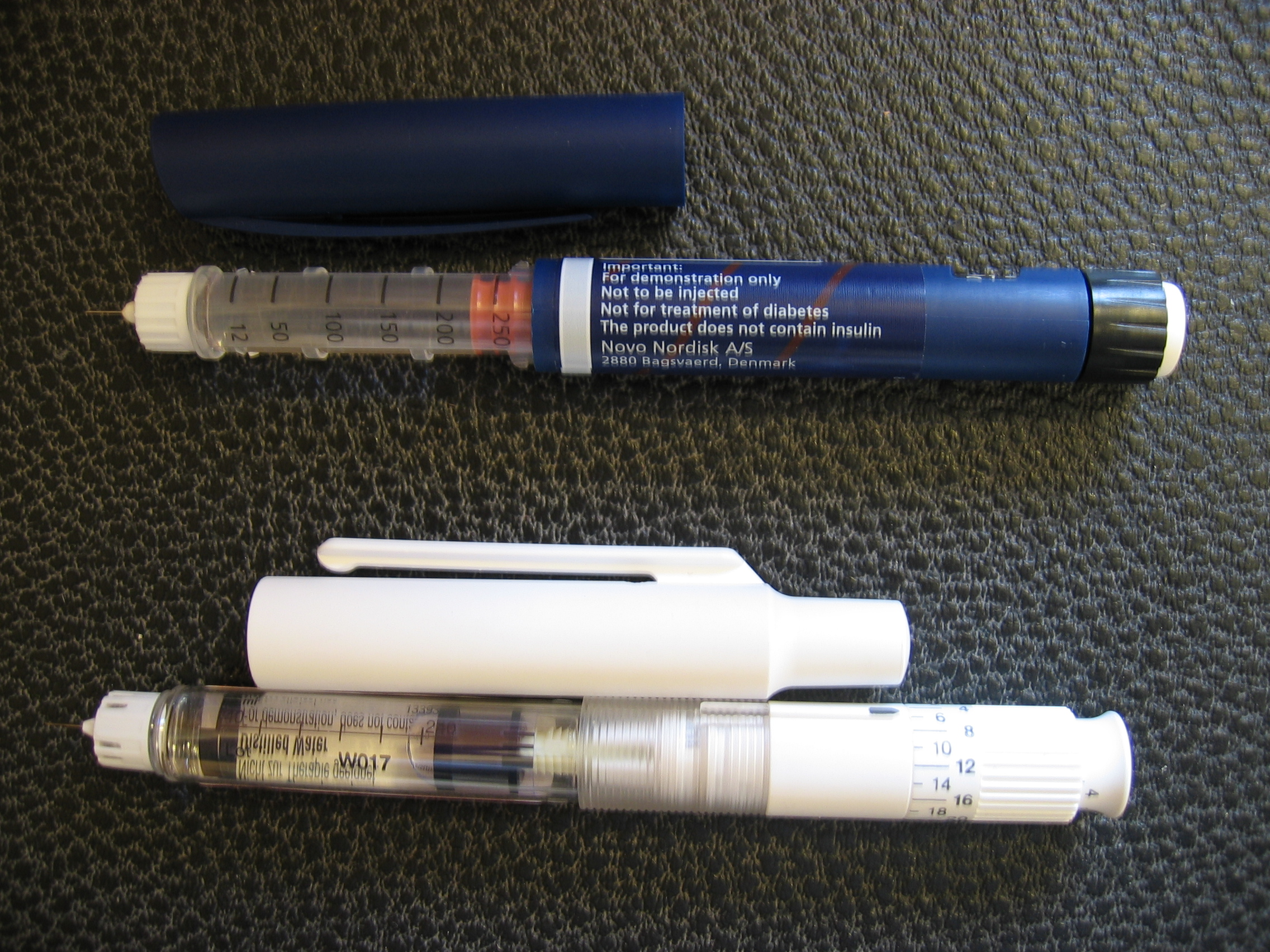
Wstrzykiwacz igłowy typu pen

Wyglądem przypomina on wieczne pióro. Jego zaletami są:
- komfort w noszeniu i obsłudze
- wykonanie iniekcji insuliny trwa zaledwie 2 lub 3 minuty
- zastrzyk może być wykonany w dowolnym (dyskretnym) miejscu
- specjalna osłonka chroni igłę (wymienianą zwykle raz w tygodniu) przed zakażeniem.

Jedyną wadą jest to, że wymagają ampułkowania insuliny w specjalnych fiolkach z przesuwalnym korkiem i objętością dopasowaną do pojemnika wstrzykiwacza insuliny. W Polsce najczęściej stosowanym wstrzykiwaczem igłowym jest NovoPen (rzadziej Insuject). 

## Wstrzykiwacz bezigłowy

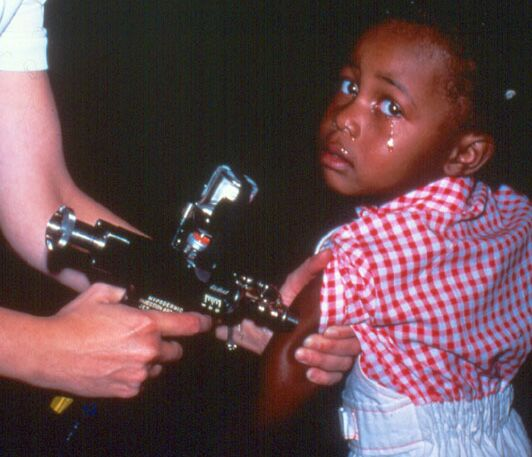
Wstrzykiwacz bezigłowy

We wstrzykiwaczu bezigłowym insulina zostaje pod ciśnieniem wtłoczona przez skórę do tkanki podskórnej, w której ulega rozproszeniu (większemu niż po iniekcji igłą). Powoduje to szybsze wchłanianie hormonu do krwi, co jest korzystne podczas stosowania preparatów insuliny krótko działającej. Może natomiast stanowić utrudnienie podczas stosowania preparatów insuliny o działaniu przedłużonym. Ten typ wstrzykiwacza jest najczęściej stosowany u dzieci do wielokrotnego w ciągu dnia przyjmowania insuliny krótko działającej. Do najpowszechniej stosowanych wtryskiwaczy bezigłowych należą Medi-Jector i Vitajet.